# Mark Mateschitz
Mark Mateschitz, né le 7 mai 1992, est un milliardaire autrichien.
Avec une fortune en 2025 estimée à 42.2 milliards de dollars selon le magazine Forbes, il est le plus riche millénial d'Europe,. Cette fortune provient majoritairement de l'héritage de 49 % des parts de Red Bull GmbH, la société de boissons énergisantes cofondée par son père Dietrich Mateschitz mort le 22 octobre 2022.

## Biographie
Mark Mateschitz est le fils unique de l'homme d'affaires milliardaire Dietrich Mateschitz et d'Anita Gerhardter. Il étudie à l'université FH Salzburg et lance une marque de bières et de limonades en 2018.